# Tre destini, un solo amore
Tre destini, un solo amore (Un balcon sur la mer) è un film del 2010 diretto da Nicole Garcia.

## Trama
Marc Palestro, sposato e con una figlia di 11 anni, è un agente immobiliare. Durante la trattativa per una casa in vendita incontra una donna il cui volto gli sembra familiare. In serata capisce che è Cathy, il suo amore d'infanzia, lasciata all'età di dodici anni quando la sua famiglia dovette fuggire da Orano, nel 1960, durante la guerra d'Algeria.
Questo fatto, dapprima sottovalutato, genera in Marc un'inquietudine motivata dal fatto che gli ritorna in mente ogni dettaglio del periodo vissuto a Orano; anche i ricordi più banali e lui vuole rimettere insieme tutti i tasselli. Però qualcosa di quella donna gli sfugge. Durante la trattativa per l'immobile fa di tutto per stare insieme a lei avendo anche un flirt. Questo lo allontana dalla moglie e mette in crisi tutto il suo equilibrio. In effetti la signora Mandonado (da sposata) nasconde qualcosa. Marc fatica non poco a capire ma alla fine ci riesce e ne rimane deluso. Lei non è la ragazzina che lui amava ma una loro amica comune, Marie-Jeanne, compagna di tante avventure spensierate, tra le quali una recita teatrale ancora ben viva nei ricordi di entrambi. In più scopre che lavora in segreto per Sergio e che i loro acquisti immobiliari vengono portati a termine con metodi poco ortodossi. Marc lascia la moglie e indaga a Nizza. Farà in modo di allontanare Sergio dall'agenzia e lascia uno spiraglio a Marie-Jeanne, visto che si è innamorato. Lei d'altronde era sempre stata innamorata di Marc e ricorda quanto fosse infelice per l'intesa che c'era tra lui e Cathy. Nel finale, sotto una pioggia battente, Marie-Jeanne e Marc si incontrano prima di una recita teatrale, come tanti anni prima.

## Distribuzione
In Italia, è stato trasmesso direttamente in televisione il 17 aprile 2013 su Rai Movie.

### Edizione Italiana
Nell'edizione italiana, Toni Servillo è stato doppiato da Stefano De Sando a causa di impegni teatrali che gli hanno impedito di doppiarsi da solo.